# Joubiniteuthis portieri
Joubiniteuthis portieri е вид главоного от семейство Joubiniteuthidae. Видът не е застрашен от изчезване.

## Разпространение и местообитание
Разпространен е в Антигуа и Барбуда, Гваделупа, Испания (Канарски острови), Намибия, САЩ (Флорида и Хавайски острови), Южна Африка (Северен Кейп) и Япония.
Обитава океани и морета в райони с тропически и субтропичен климат. Среща се на дълбочина от 425 до 1875 m, при температура на водата от 2,7 до 10,6 °C и соленост 34,8 – 35,5 ‰.